# Råsnäs herrgård
Råsnäs herrgård är ett byggnadsminne i Mönsterås kommun. Det är en välbevarad barockbyggnad från 1756 belägen på en höjd med utsikt över Kalmarsund. Den är uppförd i timmer i två våningar under högt brutet tegeltak med valmat övre fall. Den ursprungliga planlösningen och vissa inredningar är bevarade. Ett stall och två arbetarbostäder ingår också i byggnadsminnet.